# Asota latiradia
Asota latiradia là một loài bướm đêm trong họ Erebidae.